# Johannes Sarcovius
Johannes Sarcovius, född 1672 i Åbo, död 1731 i Alunda församling, var en svensk-finsk präst.

## Biografi
Johannes Sarcovius föddes 1672 i Åbo. Han var son till Elias Caroli Sarcovius. Sarcovius blev 1688 student vid Kungliga Akademien i Åbo och prästvigdes 1697 i Åbo domkyrka. Han blev 1697 pastorsadjunkt i Finska församlingen, Stockholm och 1698 komminister i församlingen, tillträdde 1 maj 1699. Sarcovius avlade 9 december 1699 pastoralexamen i Uppsala och blev 7 november 1701 kyrkoherde i Finska församlingen, Stockholm, tillträdde 1 maj 1702. Han fick 20 augusti 1702 plats som assessor i Stockholms konsistorium. Sarcovius blev 23 december 1709 kyrkoherde i Vasa församling, tillträdde 1 maj 1711 och avlade åter 11 maj 1711 pastoralexamen i Uppsala. Han avstod 1713 tjänsten som kyrkoherde i Vasa församling till Petrus Brenner som fick fullmakt på tjänsten och blev åter kyrkoherde i Finska församlingen i Stockholm. Sarcovius blev 11 mars 1715 kyrkoherde i Alunda församling, tillträdde 1 maj 1716 och blev 19 september 1722 kontraktsprost. Han var predikant vid prästmötet 1721 i Uppsala och utgsågs till preses vid prästmötet Uppsala. men avsade sig 11 oktober 1725 uppdraget. Sarcovius avled 1731 i Alunda församling och begravdes 25 juni samma år.

### Egendom
Han ägde 1711 en fastighet på kvarteret Fiskaren och kvarteret Höga stigen det mindre i Stockholm.

### Familj
Sarcovius gifte sig 19 juli 1696 i Finska församlingen, Stockholm med Elisabeth Schultz, dotter till borgaren Bertil Schultz i åbo och Elisabeth. De fick tillsammans barnen Elisabeth Sarcovius (född 1696) som var gift med löjtnanten Lorentz Petter Floberg, Anna Maria Sarcovius (1699–1700), Anna Catharina Sarcovius (1702–1702), Hedvig Sarcovius (1704–1705) och Johannes Sarcovius (1707–1722).